# Point Lay
Point Lay és una concentració de població designada pel cens dels Estats Units a l'estat d'Alaska. Segons el cens del 2000 tenia 247 habitants.

## Demografia
Segons el cens del 2000, Point Lay tenia 247 habitants, 61 habitatges, i 45 famílies La densitat de població era de 3,1 habitants/km².
Dels 61 habitatges en un 50,8% hi vivien nens de menys de 18 anys, en un 45,9% hi vivien parelles casades, en un 18% dones solteres, i en un 24,6% no eren unitats familiars. En el 23% dels habitatges hi vivien persones soles l'1,6% de les quals corresponia a persones de 65 anys o més que vivien soles. El nombre mitjà de persones vivint en cada habitatge era de 3,93 i el nombre mitjà de persones que vivien en cada família era de 4,57.
Per edats la població es repartia de la següent manera: un 46,2% tenia menys de 18 anys, un 9,3% entre 18 i 24, un 24,7% entre 25 i 44, un 17% de 45 a 60 i un 2,8% 65 anys o més.
L'edat mediana era de 21 anys. Per cada 100 dones hi havia 135,2 homes. Per cada 100 dones de 18 o més anys hi havia 133,3 homes.
La renda mediana per habitatge era de 68.750 $ i la renda mediana per família de 75.883 $. Els homes tenien una renda mediana de 46.071 $ mentre que les dones 25.625 $. La renda per capita de la població era de 18.003 $. Aproximadament l'11,4% de les famílies i el 7,4% de la població estaven per davall del llindar de pobresa.

## Poblacions més properes
El següent diagrama mostra les poblacions més properes.